# آبلائوو (شهرستان چکماگوشفسکی، باشقیرستان)
آبلائوو (انگلیسی: Ablaevo, Chekmagushevsky District, Bashkortostan) یک شهرک در شهرستان چکماگوشفسکی استان باشقیرستان کشور روسیه است.